# Repubblica di Natalia
La Repubblica di Natalia (Natalia Republiek in afrikaans) è stata una repubblica esistita nel territorio dell'attuale Sudafrica (odierna provincia del KwaZulu-Natal) tra il 1839 e il 1843, fondata dal voortrekker boero Marthinus Wessel Pretorius, con capitale la città di Pietermaritzburg.
Venne fondata nel 1839 dopo la battaglia di Blood River, da un gruppo di Voortrekkers che staccatosi dal grosso si era diretto verso sud. La neonata repubblica fu subito osteggiata dal governo britannico, che non vedeva di buon occhio una repubblica indipendente ai confini delle sue colonie sudafricane, in continua espansione.
Lo stato terminò la sua esistenza con la conquista inglese nel 1843, a essa successe la britannica Colonia del Natal, successivamente confluita nell'Unione Sudafricana nel 1910.

## Storia

### Contesto storico
Il navigatore portoghese Vasco da Gama avvistò il promontorio all'entrata di quello che oggi è il porto di Durban il giorno di Natale del 1497 e chiamò questa nuova terra Terra Natalis (Terra del Natale in latino). Da Gama tuttavia non vi approdò mai e il Natal, così come il resto del Sudafrica, fu essenzialmente trascurato dai portoghesi, il cui insediamento più vicino si trovava a Delagoa Bay.
Nel XVII e XVIII secolo la regione venne popolata dagli Xhosa, i quali vennero in seguito sopraffatti e scacciati tra il 1818 e il 1820 con le campagne militari del regno degli Zulù del re Shaka. I britannici fondano nel frattempo alcuni piccoli insediamenti lungo la costa, tra cui figura anche la città di Durban, fondata nel 1835.
Nel frattempo i britannici acquisiscono la Colonia del Capo olandese; in ragion di ciò già a partire dal 1835 i primi gruppi organizzati di voortrekkers lasciano la regione del Capo a partire dalle città di Graaff-Reinet, George e Grahamstown guidati da dei capi eletti come Andries Pretorius, Louis Trichardt, Hendrik Potgieter e Piet Retief.
Partiti a bordo dei loro carri di buoi alla volta di territori sconosciuti, l'obiettivo dei voortrekkers era quello di creare delle repubbliche indipendenti per vivere liberi dal dominio e dalle ingerenze britanniche, sul modello dei trekboers del XVIII secolo. In soli cinque anni (tra il 1835 e il 1840) circa 15 000 boeri (vale a dire un decimo dell'intera popolazione afrikaner) abbandonano la Colonia del Capo.

### I primi scontri con gli Zulù

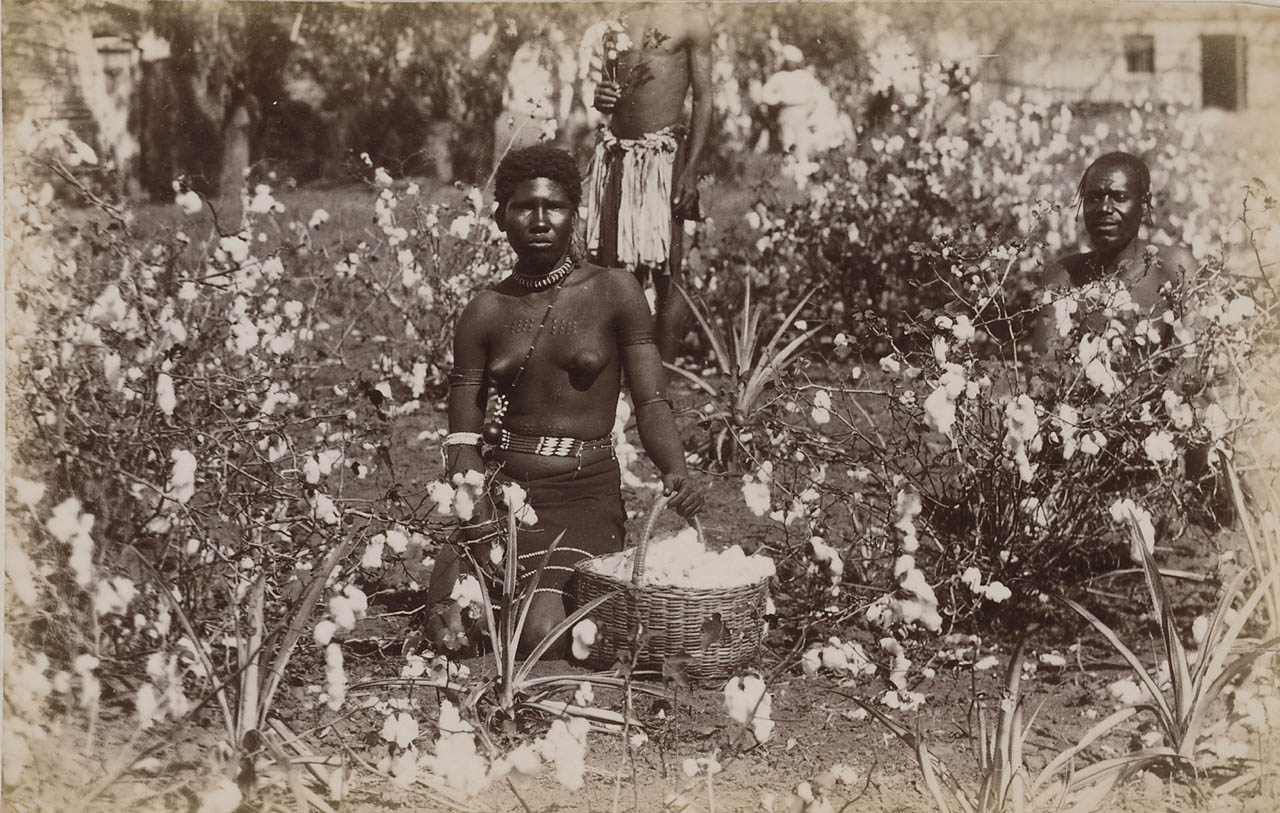
Campi di cotone nel Natal, 1885

Il Natal divenne quindi la meta di quei gruppi di boeri che emigrando dalla Colonia del Capo giunsero nel Natal via terra attraverso i Monti dei Draghi, guidati da Piet Retief. Attraversati i quasi disabitati altipiani della regione, Retief giunse a Port Natal nell'ottobre 1837. Durante il viaggio Retief scelse inoltre il sito atto a ospitare la futura capitale dello Stato che aveva intenzione di fondare. Questi si recò quindi dal re degli Zulù, Dingane, per ottenere la cessione di terre per i contadini olandesi. Dingane acconsentì con la sola condizione che i boeri recuperassero il bestiame sottrattogli da un altro capo. Retief riuscì nell'impresa e, con l'aiuto del reverendo F. Owen, un missionario che viveva nel villaggio di Dingane, redasse, in lingua inglese, un contratto di cessione. Questo fu infine firmato da Dingane e Retief il 4 febbraio 1838.
Due giorni dopo però Dingane ordinò che Retief e tutto il suo gruppo (66 bianchi e 34 servitori Khoikhoi) fosse giustiziato. Il re degli Zulù comandò poi ai suoi impi di uccidere tutti i boeri che sarebbero entrati nel suo regno. Le forze zulù attraversarono il fiume Tugela quello stesso giorno, e le avanguardie dei primi gruppi di boeri vennero massacrate, molte di loro nel luogo dove oggi sorge la cittadina di Weenen, il cui nome commemora l'evento, significando appunto "pianto" o "lamento". Altri contadini boeri invece si attrezzarono in fortezze di carri (laager in afrikaans) e riuscirono a respingere l'attacco sferrato dagli Zulù, i quali subirono ingenti perdite in uno scontro presso il fiume Bushman. A una settimana dall'uccisione di Piet Retief gli Zulù avevano ucciso circa 600 boeri.
Avendo avuto notizie dell'attacco sferrato ai boeri i coloni britannici presenti a Durban inviarono un piccolo contingente in loro aiuto. Robert Biggar fu messo a capo di 20 britannici e un seguito di circa 700 Zulù amici e attraversò il fiume Tugela nei pressi della sua foce. Il 17 aprile, dopo un terribile scontro, i britannici furono schiacciati e solo 4 europei fecero ritorno a Durban. Inseguiti dagli Zulù, gli abitanti di Durban sopravvissuti furono costretti a trovare rifugio su una nave allora nel porto. Dopo il ritiro degli Zulù meno di una dozzina di inglesi decise di tornare ad abitare nella baia di Durban; i missionari, i cacciatori e altri mercanti ripiegarono infatti sulla Colonia del Capo.
I voortrekkers, invece, riuscirono a respingere gli attacchi sferrati dagli Zulù dalle loro fortezze di carri. A loro si unirono quindi altri gruppi di boeri provenienti dai Monti dei Draghi. Un gruppo di 400 boeri guidati da Hendrik Potgieter e Piet Uys partì quindi per attaccare le truppe di Dingane, ma, ingaggiati in un duro scontro l'11 aprile, dovettero muovere la ritirata. Tra i caduti figuravano lo stesso Piet Uys e il suo figlio quindicenne Dirk.

### La battaglia di Blood River
Verso la fine di quell'anno i boeri ricevettero alcuni rinforzi. Nel mese di dicembre 460 uomini partirono sotto la guida del generale Andries Pretorius per attaccare gli Zulù. Pretorius scelse Jan Gerritze Bantjes (1817-1887) come suo scriba nel registrare gli eventi precedenti alla campagna di rappresaglia contro gli Zulù. Bantjes riportò giornalmente nel suo diario i progressi del loro corpo militare a partire dal 27 novembre 1838 fino al 15 dicembre 1838, quando finalmente la spedizione boera raggiunse il sito prescelto per la battaglia. Questa volta però i boeri evitarono di finire in una trappola come successo nella fallimentare spedizione di aprile. Durante il viaggio ci furono alcune scaramucce con altri capi villaggio, ma l'esercito principale degli Zulù indugiava ancora, nonostante vedette di entrambe le parti monitorassero costantemente le mosse dell'avversario. Il 9 dicembre 1838, così come riporta Bantjes nel suo diario, i boeri si radunarono sotto un cielo sereno per cantare salmi appropriati e celebrare il sabato, prendendo un voto nei confronti di Dio promettendo di fondare una chiesa se avessero avuto la vittoria.
Il 16 dicembre 1838, infine, gli Zulù attaccarano i boeri, asserragliati nella loro fortezza di carri presso il fiume Umslatos. Lo scontro si rivelò tuttavia un massacro per gli Zulù: in tre ore i boeri uccisero migliaia di avversari riportando meno di dodici feriti tra di loro. Gli Zulù furono quindi costretti alla ritirata attraverso il fiume le cui acque erano diventate rosse per via del sangue dei feriti (fatto che diede poi il nome alla battaglia). Da allora i boeri celebrano il Giorno del voto ogni 16 dicembre.